# Collalto

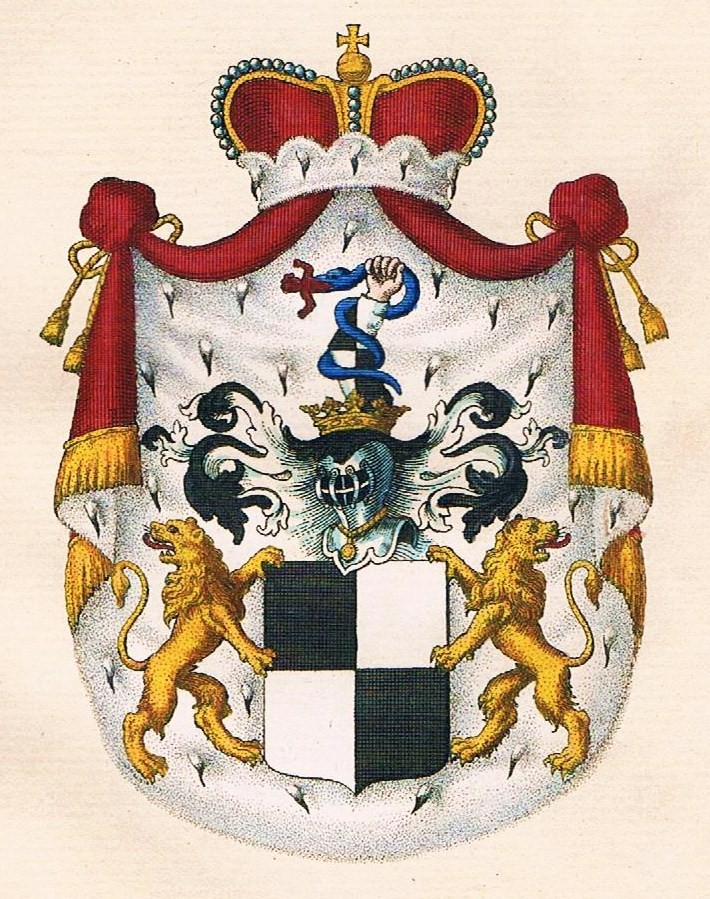
Wappen der Fürsten von Collalto

Die Fürsten von Collalto und San Salvatore sind ein österreichisches Hochadelsgeschlecht lombardischer Herkunft, dessen Namen auf die Ortschaft Collalto in Susegana in der heutigen Provinz Treviso zurückführt. Die Familie Collalto zählt zu den Apostelgeschlechtern von Österreich ob und unter der Enns.

## Geschichte

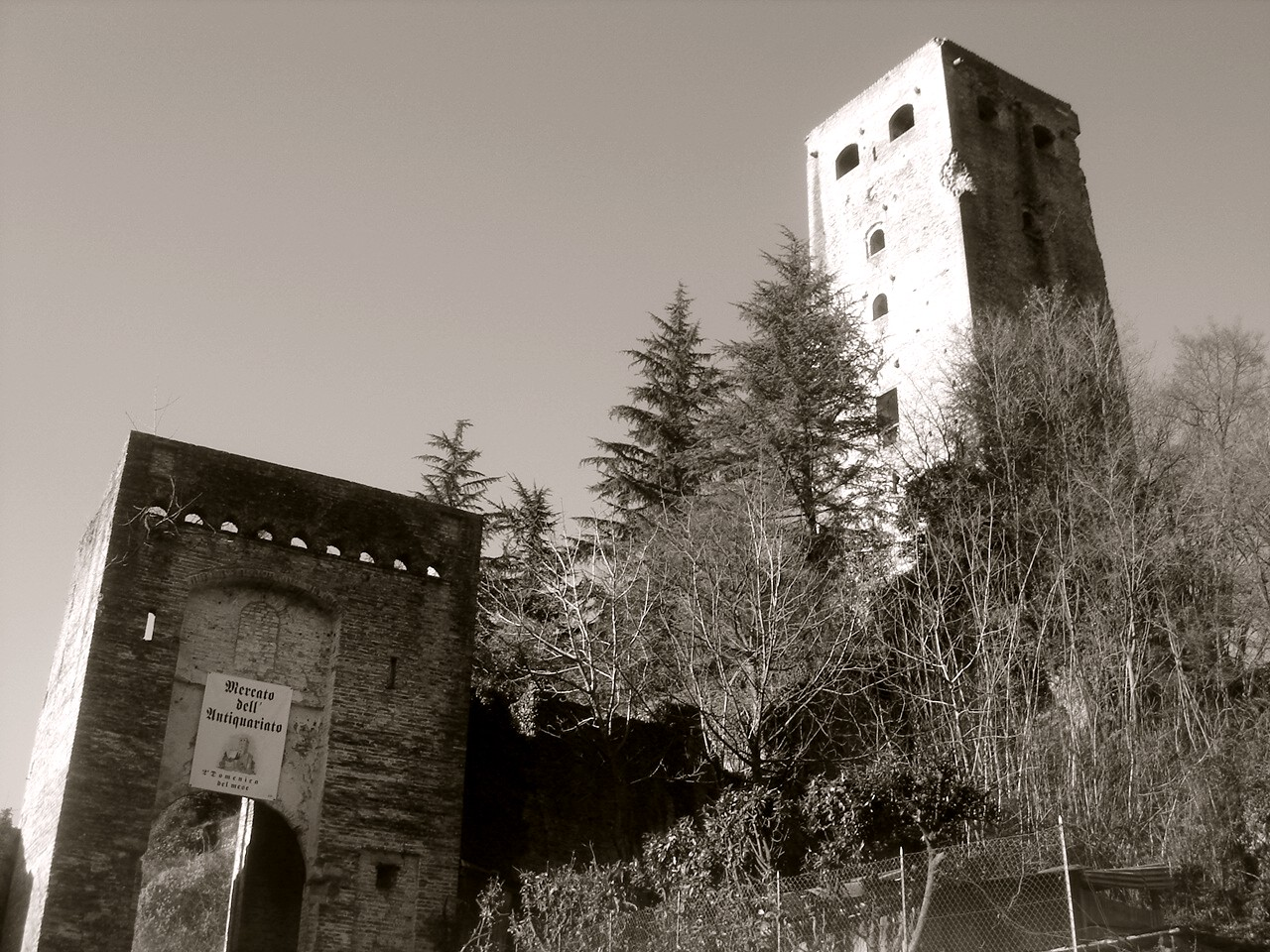
Burg Collalto

Gläubige oder gefällige Genealogen leiteten den Ursprung dieses Hauses von den langobardischen Königen in Italien ab, wo es um 850 als freie Grafen und Landesherren die Treviser Mark (Marca Trevigiana), die Schlösser und Flecken Trevigio, Collalto, Cineda u. a. besessen haben soll. Andere gaben ihm, nach Ähnlichkeit des Namens und Wappens, einen gemeinschaftlichen Ursprung mit den Hohenzollern (italienisch: Alto colle).
Das Stammhaus dieser alten Familie des italienischen Adels war das in der Tarviser Mark im Venezianischen gelegene Schloss Collalto. Sie leitete seit dem Jahr 930 (auch noch 953) ihre Abstammung von Raymbaldus oder Rambaldus I., Grafen von Treviso (Trevigio), einem Feldherrn der langobardischen Könige, in ununterbrochener Reihenfolge ab.
Kaiser Friedrich I. verlieh Schinella I., Graf zu Treviso, und seinen Brüdern 1155 die Grafschaft Trevigio mit Bestätigung aller Freiheiten, sogar mit Beifügung aller im trevisischen Bezirke üblichen Gerichtsbarkeit, Fischereien usw. und Befreiung seiner Untertanen von anderer Fürsten Gerichtsbarkeit. Die Grafen von Treviso heirateten in die Häuser der Markgrafen von Montferrat, Este, der Fürsten von Rimini, Carrara und hatten einen prächtigen Palast zu Padua.
Rambaldus VIII., Graf von Collalto und Treviso, nahm in der Geschichte seiner Zeit und seines Hauses eine hohe Stellung ein. Papst Benedikt XI. verlieh ihm 1304 die Würde eines Markgrafen von Ancona, die Republik Venedig nahm ihn samt allen seinen Nachkommen 1306 unter die edlen Patrizier von Venedig auf und erteilte ihm das damals übliche militärische Ehrenzeichen, die Stolla. Friedrich der Schöne von Österreich zog ihn an seinen Hof, machte ihn zum Geheimen Rat und erteilte demselben 1307 verschiedene Lehen. Er nahm nebst seinem Bruder Schinella zuerst den Namen Collalto an, baute das Schloss St. Salvator (San Salvatore) auf seiner Herrschaft gleichen Namens von Grund auf und brachte zugleich das Schloss Credazzo mit allen Rechten und Gerechtigkeiten an sich. Kaiser Heinrich VII. bestätigte ihn 1312 in der Oberherrschaft und vollkommenen Gerichtsbarkeit über die Schlösser Collalto und St. Salvator mit allen dazugehörigen Marktflecken und Dörfern „zum wahren rittermäßigen Familienleben“. Er wurde 1319 ein eifriger Anhänger des Hauses Habsburg und leistete als oberster Feldherr von Treviso, welche Landschaft er, obwohl seine Gemahlin eine Clara de Camino aus dem fürstlichen Hause de Ceneda war, von der Tyrannei der Grafen von Camino befreite, die wichtigsten Dienste. Die Familie legte ihm den Namen eines Stifters (Testator) und Fundator bei, weil er seine Herrschaften Collalto, St. Salvator, Credazzo usw. mit kaiserlicher Beistimmung im Jahr 1323 per Testaments zu einem immerwährenden Fideikommiss für seine Nachkommen bestimmte.

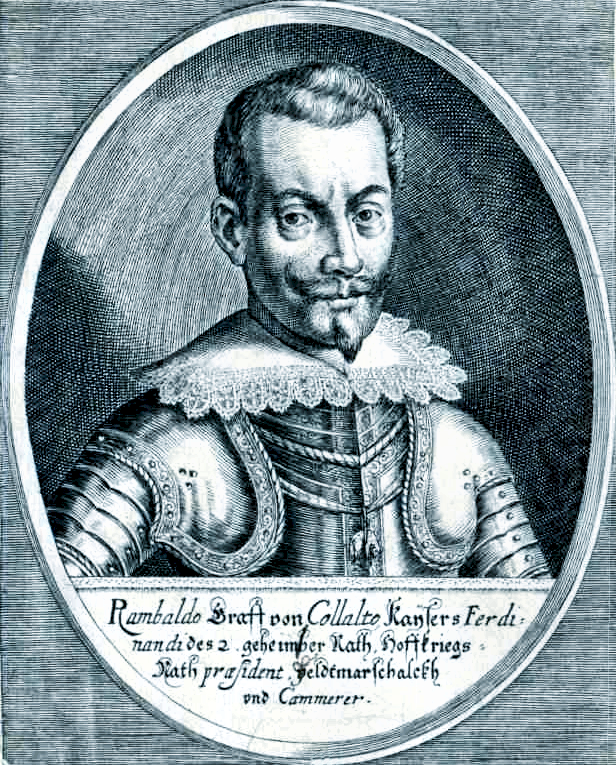
Graf Rambold XIII. von Collalto (1579–1630), Feldmarschall

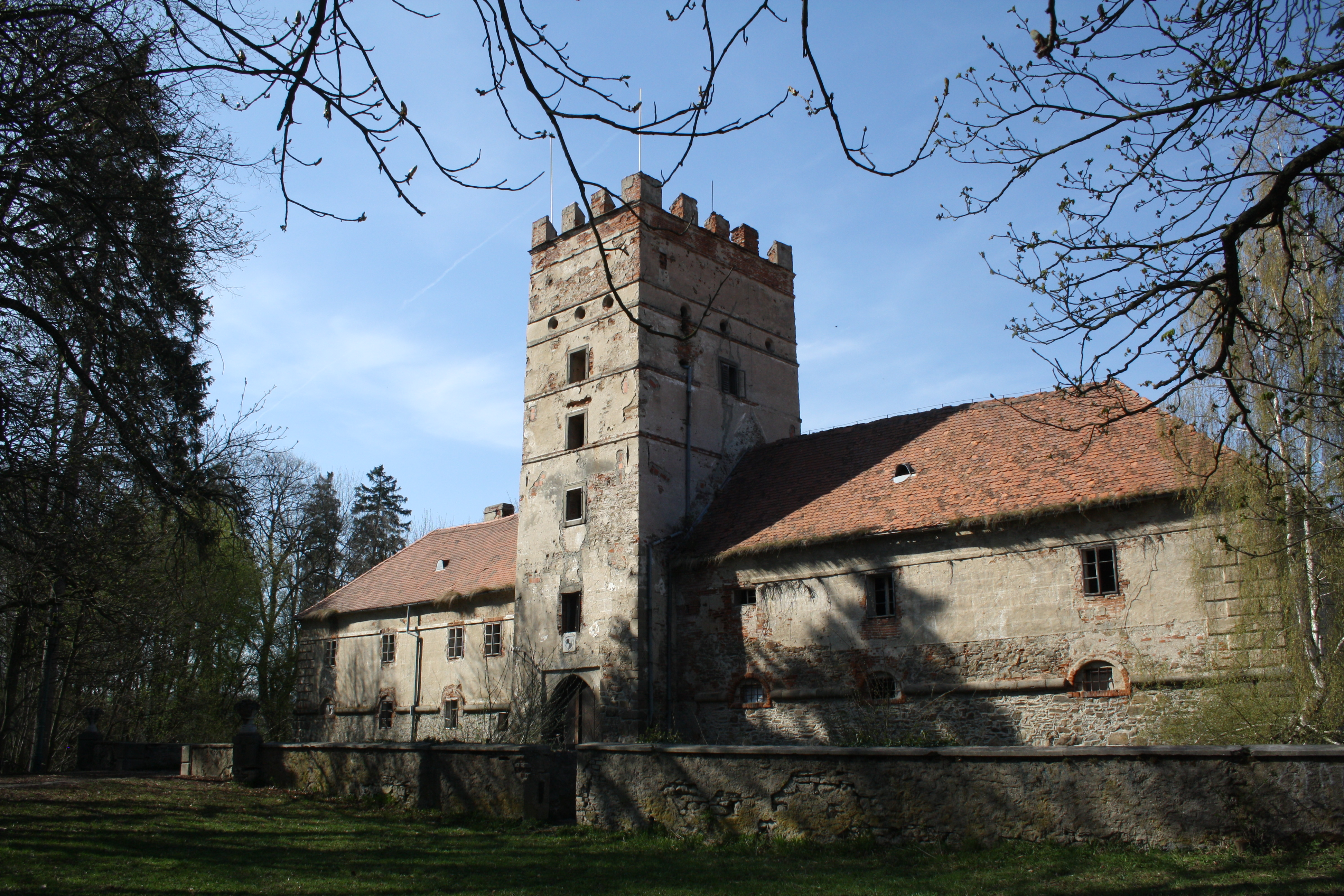
Schloss Pirnitz

Rambold XIII., Graf von Collalto zu San Salvatore, Herr zu Ray (21. September 1579; † 18. November 1630) wurde am 31. Juli 1624 Hofkriegsratspräsident und am 20. September 1625 kaiserlicher Feldmarschall sowie am 31. Mai 1628 Feldherr (GOL) während des Dreißigjährigen Krieges und 1610 von Kaiser Ferdinand II. auch in den deutschen Reichsgrafenstand erhoben. Er erwarb in jener Zeit die Herrschaften Pirnitz, Tscherna und Deutschrudoletz in Mähren, die er am 5. Juni 1628 zu Fideikommissen seines Hauses stiftete, dessen jeweiliges Familienhaupt seitdem in Wien seinen Sitz nahm. Seine direkte Nachkommenschaft erlosch mit seinem Enkel Leopold Adolf Rambold 1706, wo sodann seines Bruders Peter Rolands Enkel, Anton Rambold (* 1681), k. k. Wirklicher Geheimer Rat und Botschafter in Rom der Erbe aller Collaltischen Güter in Italien und Österreich wurde. Thomas Vinciguerra, Freiherr von Collalto kaufte 1768 die Herrschaft Ungarschitz sowie die Güter Piesling, Slawaten und Chwalkowitz; er verleibte sie dem Fideikommiss Pirnitz ein.
Die Familie erwarb das böhmische Inkolat am 9. Juni 1707 in Wien, bestätigt am 10. März 1781. Anton Oktavian und seine Nachfahren wurden am 6. März 1781 zu Wien in den österreichischen Grafenstand erhoben.
Die Verleihung des österreichischen Fürstenstandes für Odoardo Grafen von Collalto (Primogenitur mit „Hochgeboren“) fand am 22. November 1822 in Wien statt. Als eines der 16 nicht-mediatisierten Fürstenhäuser hatte das Geschlecht einen erblichen Sitz (am Fideikommiss Pirnitz) im Herrenhaus, dem Oberhaus des österreichischen Reichsrates seit dessen Gründung am 18. April 1861. Die Familie residierte im Palais Collalto in Wien.
Am 20. Mai 1905 zu Bad Ischl und per Ministerialbestätigungsurkunde vom 24. April 1906 wurde das österreichische Prädikat „Durchlaucht“ verliehen.
Mit dem Adelsaufhebungsgesetz von 1919 wurde die Familie in Österreich gezwungen, den Nachnamen „Collalto“ zu tragen, doch erfolgte am 12. Oktober 1940 die königlich italienische Bestätigung des Fürstenstandes.
Die Nachgeborenen führen den Namen Graf bzw. Gräfin von Collalto und San Salvatore und sind Patrizier von Venedig mit den Prädikaten „Nobil Uomo“ bzw. „Nobile Donna“ und „Don“ bzw. „Donna“.

## Wappen

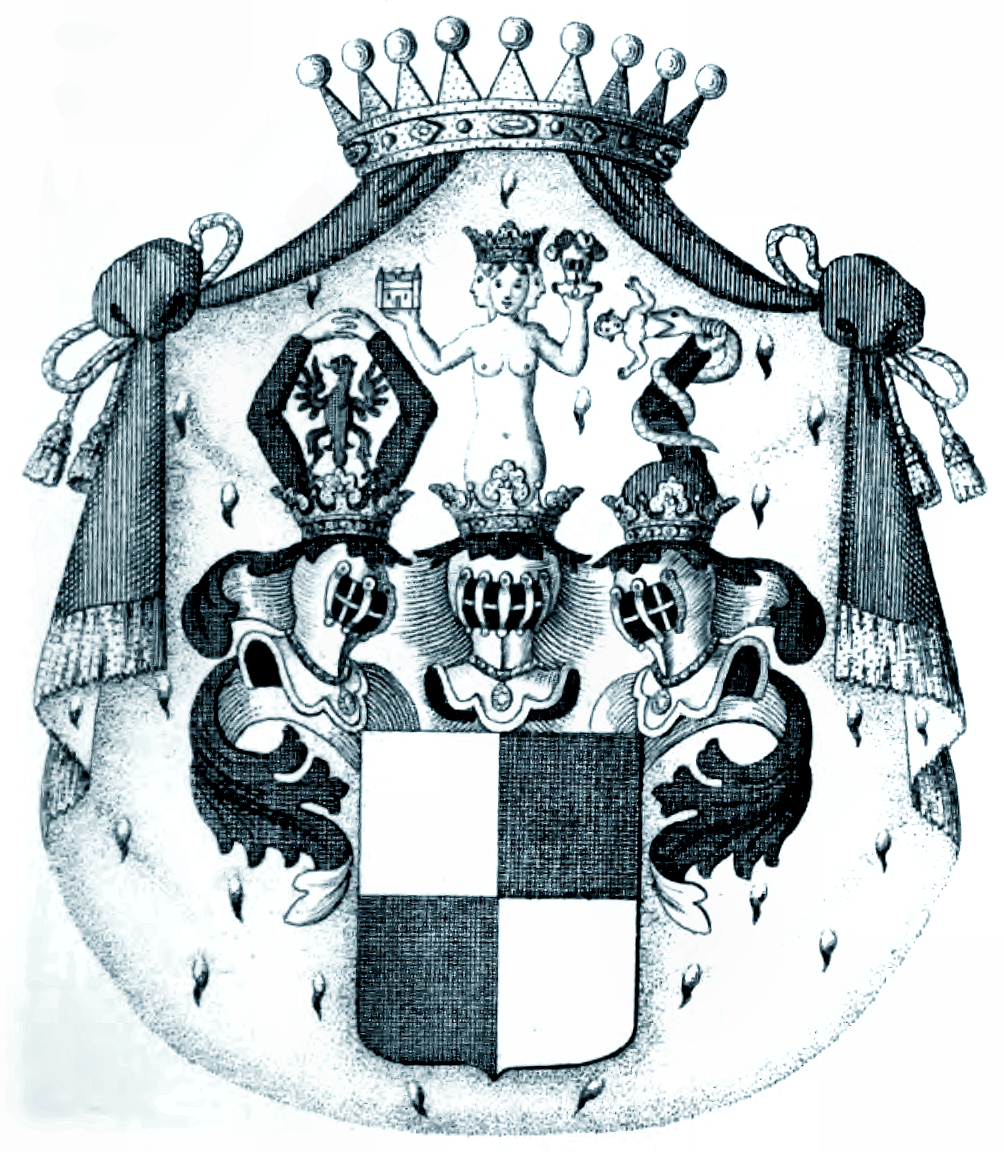
Wappen der Fürsten von Collalto und San Salvatore 1822

1822: Schild quadriert von Schwarz und Silber (Stammwappen). Drei Helme mit schwarz-silbernen Decken, auf dem rechten fürstlich gekrönt zwei geharnischte Arme wachsend, dazwischen ein gekrönter roter Adler, auf dem mittleren eine wachsende Jungfrau mit fliegendem Haar, in der Rechten eine betürmte Stadt, in der Linken einen Helm mit drei (schwarz, silbern, schwarz) Straußenfedern haltend, auf dem linken ein von Schwarz und Silber geviertet gekleideter wachsender Arm, der mit der Faust eine gekrönte goldene Schlange am Halse hält (Stammhelm). Schildhalter sind zwei widersehende goldene Löwen. Fürstenhut und -mantel.

## Persönlichkeiten
- Juliana von Collalto (1186–1262), Äbtissin
- Rambold XIII. von Collalto (1579–1630), kaiserlicher Präsident des Hofkriegsrats und Feldmarschall in Wien
- Thomas Vinciguerra, Freiherr von Collalto (1710–1769) musikbegeistert, veranstaltete regelmäßig in Piernitz Konzerte, in seinem Wiener Palais trat erstmals Mozart im Alter von sechs Jahren auf.
- Antonio Collalto (1765–1820), italienischer Mathematiker
- Octavian von Collalto und San Salvatore (1842–1912), lombardischer Grundbesitzer und K.u.k. Hofbeamter

## Einzelnachweise

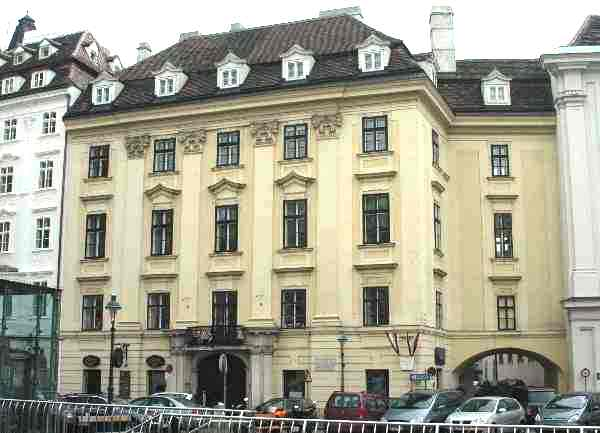
Palais Collalto in Wien